# Cele patru suflete ale coiotului
Cele patru suflete ale coiotului(în maghiară Kojot négy lelke) este un film dramatic de aventuri de animație maghiar din 2023, regizat de Áron Gauder, care a scris filmul împreună cu Géza Bereményi. Filmul, care are loc în zilele noastre, prezintă protestatari nativi americani care se confruntă cu echipa unui proiect de conductă de petrol, situat în apropierea pământului lor ancestral și evidențiază nevoia presantă de a trăi în armonie cu mediul înconjurător. A fost lansat în cinematografele maghiare la 16 martie 2023 de către Vertigo Media.
Filmul Cele patru suflete ale coiotului a reprezentat propunerea maghiară la Premiul Oscar pentru cel mai bun film străin la cea de-a 96-a ediție a Premiilor Academiei. La 7 decembrie, a apărut pe lista eligibilă pentru a fi luată în considerare pentru premiile Oscar 2024, dar nu a ajuns pe lista scurtă.

## Rezumat
Filmul are sloganul: „Nimic nu este etern decât pământul și munții”.
Filmul are loc în zilele noastre, cu un scenariu care prezintă protestatari nativi americani care se confruntă cu echipa unui proiect de conductă de petrol, situat în apropierea pământului lor ancestral. Bunicul împărtășește o poveste străveche a mitului lor al Creației, amintindu-le oamenilor că provocările cu care se confruntă omenirea sunt universale și că trebuie să-și găsească locul în marele cerc al creației.
Povestea evidențiază faptul că oamenii sunt doar o mică parte a creației și că distrugerea Pământului pentru că ne credem speciali ne provoacă și nouă rău. Povestea este o chemare clară la acțiune, la corectarea cursului înainte de a fi prea târziu.
Povestea plină de aventuri care prezintă animale, magie, foame, lăcomie și cercul sacru al tuturor creațiilor, ne dă speranța că nu este prea târziu pentru a salva Pământul.

## Distribuție
| Rol                          | Actor                |
| ---------------------------- | -------------------- |
| Creator Antic (Öreg Teremtő) | Papp János⁠(d)        |
| Coiot                        | Bozsó Péter          |
| Hoksila (16–50 de ani)       | Széles Tamás         |
| Sanders                      | Széles Tamás         |
| Wichincala (16–50 de ani)    | Pikali Gerda         |
| Mataoka                      | Pikali Gerda         |
| Hoksila (2–9 ani)            | Vida Bálint          |
| Wichincala (2–9 ani)         | Vida Sára            |
| Rață                         | Scherer Péter⁠(d)     |
| Zimbrul                      | Bolla Róbert         |
| Comandant                    | Bolla Róbert         |
| Sas                          | Kautzky Armand       |
| Lup (Farkas)                 | Előd Álmos           |
| Villám                       | Debreczeny Csaba     |
| Puma                         | Szabó Sipos Barnabás |
| Raton                        | Vida Péter           |
| Urs                          | Schneider Zoltán     |
| Glória                       | Kis-Kovács Luca      |
| Căpitan                      | Faragó András⁠(d)     |
| Avocat (Ügyvéd)              | Faragó András⁠(d)     |
| Director                     | Gauder Áron          |
| Cancelar                     | Gauder Áron          |

## Producție
Áron Gauder a început să lucreze la film în 2017 cu Cinemon și cu producătorul Réka Temple.  În februarie 2022, au fost publicate primele fotografii ale filmului de animație care arată povestea creației din mitologia indienilor. Până în mai 2022, animația a fost finalizată în proporție de 95%. Filmul a fost animat 2D cu audio în format 5.1/stereo.

### Coloană sonoră
Muzica și cântecele au fost compuse de Joanne Shenandoah⁠(d), Mariee Siouthe, Session Voices, Ulali⁠(d) și Northern Cree⁠(d).

## Lansare
Filmul a fost lansat în Ungaria la 16 martie 2023. În aprilie, a concurat la Festivalul Internațional de Film din Arizona și a fost proiectat la 28 aprilie 2023. De asemenea, a fost selectat la Festivalul Internațional de Film de Animație de la Annecy în competiția de lungmetraj, unde a câștigat Premiul Juriului și la cel de-al 25-lea Festival Internațional de Film de la Shanghai, unde a câștigat Pocalul de Aur pentru cel mai bun film de animație la 18 iunie 2023.
La Festivalul de Film de Animație de la Kecskemét a primit Marele Premiu și a fost proiectat la 25 iunie.
Filmul urma să fie sărbătorit la Festivalul Filmului Maghiar din Los Angeles, unde era programat să fie proiectat la 28 octombrie 2023. Era programat să fie proiectat în deschiderea Festivalului de film Red Nation la 3 noiembrie 2023.
La 6 iunie 2023, Gebeka International, o companie de vânzări cu sediul în Franța, a cumpărat drepturile de vânzare ale filmului.

## Recepție
Wendy Ide, pentru ScreenDaily, a scris o recenzie pozitivă și a afirmat: „pentru accentul pus pe povestea mitică și abordarea sa grafică elegantă și stilizată, filmul ar putea avea un public similar cu cel al producțiilor studiourilor Cartoon Saloon⁠(d) bazate pe folclorul irlandez și regizate de Tomm Moore: Cântecul Mării, Brendan și secretul din Kells și Oamenii-Lup”. Ide a considerat că, prin încadrarea frumuseții naturii în fiecare cadru și „utilizarea unui amestec izbitor de animație 2D și 3D cu un stil grafic puternic care amintește în mod plăcut de munca artistului de la mijlocul secolului Charley Harper⁠(d), filmul este o amintire oportună a importanței de a trăi armonios cu lumea naturală”.
Fabien Lemercier, într-o recenzie pentru Cineuropa⁠(d), a evidențiat tema filmului cu citatul de la începutul filmului, „Numai după ce ultimul copac va muri, ultimul râu va fi otrăvit și ultimul pește va fi prins ne vom da seama că nu putem mânca bani”. În concluzie, Lemercier a scris: „Cele patru suflete ale coiotului este atât simplu, cât și subtil sofisticat, atât narativ, cât și vizual”, „[este] o odă mistică [adusă] naturii care ne amintește pe bună dreptate că „omul nu este cel care țese pânza vieții. El este doar o fir din ea”.

## Premii
Pe lângă selecția sa ca propunerea maghiară la Premiul Oscar pentru cel mai bun film străin la cea de-a 96-a ediție a Premiilor Academiei, a câștigat Premiul Pocalul de Aur pentru cel mai bun film de animație la Festivalul Internațional de Film de la Shanghai.
| Premiu                                                    | Data                 | Categorie                                              | Primitor                         | Rezultat     | Ref.          |
| --------------------------------------------------------- | -------------------- | ------------------------------------------------------ | -------------------------------- | ------------ | ------------- |
| Festivalul Internațional de Film din Arizona              | 28 aprilie 2023      | Premiul special al juriului pentru animație inovatoare | Cele patru suflete ale coiotului | Câștigat     | [ 20 ]        |
| Třeboň Anifilm⁠(d)                                         | 17 mai 2023          | Premiul Publicului din Regiunea Liberec                | Cele patru suflete ale coiotului | Câștigat     | [ 35 ]        |
| New Media Film Festival⁠(d)                                | 5 iunie 2023         | Marele Premiu                                          | Cele patru suflete ale coiotului | Câștigat     | [ 36 ]        |
| Festivalul Internațional de Film de Animație de la Annecy | 17 iunie 2023        | Premiul Juriului                                       | Cele patru suflete ale coiotului | Câștigat     | [ 21 ] [ 37 ] |
| Festivalul Internațional de Film de Animație de la Annecy | 17 iunie 2023        | Cristal pentru un lungmetraj                           | Cele patru suflete ale coiotului | Nominalizare | [ 21 ] [ 37 ] |
| Shanghai International Film Festival⁠(d)                   | 18 iunie 2023        | Pocalul de Aur pentru cel mai bun film de animație     | Cele patru suflete ale coiotului | Câștigat     | [ 22 ]        |
| Festivalul de Film de Animație de la Kecskemét            | 25 iunie 2023        | Marele Premiu                                          | Cele patru suflete ale coiotului | Câștigat     | [ 24 ]        |
| Festivalul de Film de Animație de la Kecskemét            | 25 iunie 2023        | Premiul publicului                                     | Cele patru suflete ale coiotului | Câștigat     | [ 24 ]        |
| Festivalul de Film de Animație de la Kecskemét            | 25 iunie 2023        | Cel mai bun lungmetraj european                        | Cele patru suflete ale coiotului | Câștigat     | [ 24 ]        |
| Premiile Annie                                            | 17 februarie 2024⁠(d) | Cel mai bun film animat - Independent⁠(d)               | Cele patru suflete ale coiotului | Nominalizare | [ 38 ]        |